# Pensamento social brasileiro
O pensamento social brasileiro ou a sociologia no Brasil é um ramo das ciências sociais que tem como principal objeto de estudo os intérpretes e as interpretações da sociedade brasileira. Trata-se de uma área multidisciplinar que se dedica a estudar diversos fenômenos culturais da sociedade brasileira à luz daquelas interpretações.
Na história do pensamento social no Brasil, é possível distinguir as seguintes fases:
1. Pré-científica, ou a dos precursores
2. Consolidação da sociologia
3. Crise
4. Ressurgimento e profissionalização

## História
| Fase                                  | Período        | Descrição | Temas abordados                                                                                                  | Pensadores                                                                                      |
| ------------------------------------- | -------------- | --- | --- | ----------------------------------------------------------------------------------------------- |
| 1) Pré-cienfífica, ou dos precursores | Até 1930       | Sociologia feita por intelectuais sem formação em sociologia (médicos, advogados, engenheiros, etc.). Tem por influência o evolucionismo, o darwinismo social, e o positivismo.   | Escravatura, formação da unidade nacional, início das pesquisas de campo                                         | Euclides da Cunha, Sílvio Romero, Alberto Torres, Nina Rodrigues, Oliveira Viana                |
| 2) Consolidação da sociologia         | 1930-1964      | Inauguraram-se os primeiros cursos superiores de sociologia no Brasil, com auxílio de intelectuais estrangeiros. Os métodos de se fazer sociologia se tornaram mais sofisticados. | identidade nacional, influência do passado colonial e escravista                                                 | Caio Prado Júnior,Gilberto Freyre,Sérgio Buarque de Holanda, Florestan Fernandes, Darcy Ribeiro |
| 3) Crise                              | 1964-1980      | Houve uma perseguição aos sociólogos após o golpe de 1964 e o início da ditadura militar.                                                                                         | Problemas socioeconômicos e políticos, choque entre a Igreja Católica e o governo, renovação social de esquerda. | Octavio Ianni, Fernando Henrique Cardoso, Florestan Fernandes, José Pastore                     |
| 4) Ressurgimento e profissionalização | 1980 em diante | Em 1980, há o reconhecimento da profissão de sociólogo. Surgem aí os sociólogos profissionais, portanto. O ensino da sociologia volta às escolas.                                 | Costumes; estudo das mulheres e de minorias; preocupações das etapas anteriores                                  | Roberto DaMatta, Jessé Souza                                                                    |

Em seu livro Introdução Crítica à Sociologia Brasileira (1957), o sociólogo Alberto Guerreiro Ramos faz algumas considerações sobre a sociologia no Brasil e sobre a área de estudo como um todo, fazendo distinções e orientando reflexões e metodologias que foram e são retomadas por diversos autores contemporâneos e ulteriores.
Numa das partes do livro, Guerreiro faz uma análise dos mais influentes esforços de teorização da realidade nacional politicamente orientados, desde 1870 até o seu presente (circa 1957):

### Republicanos de 1870
Reunidos em torno do Manifesto Republicano de 1870, os ditos republicanos foram uma expressão da oportuna ascenção dos setores intermediários, aspirantes a maior participação da sua classe e de demais cidadãos livres em um Estado imperial dominado por latifundiários, em associação com uma secundária burguesia comercial, que se via cada vez mais e mais forçado a adaptar-se ao crescente número de cidadãos livres na sociedade.
Reclamavam o fim do Poder Moderador, da transmissão hereditária do poder, dos senadores vitalícios e de uma série de privilégios institucionais que asseguravam a hegemonia dos interesses da elite agrária nas questões de Estado, assim como "um Brasil assentado na independência mútua das províncias".
Não obstante, não buscavam qualquer alteração na ordem econômica-social além disso, o que não poderia ser diferente em um contexto onde a burguesia industrial apenas começava a surgir e nada havia como um proletariado no país. A economia de base agrária não incomodava os republicanos de 1870.
Guerreiro defende que nem mesmo com os princípios do Manifesto cumpriam totalmente, na prática, contentavam-se com acordos pragmáticos, acobertados por toda uma retórica copiada das prestigiadas filosofias alemã e francesa, definitivamente não tendo qualquer compromisso com o restante da sociedade.
Das figuras representativas desse esforço de teorização, destacam-se os assinantes do Manifesto de 1870, quase todos profissionais liberais.

### Movimento Positivista
Concentrados no Exército Brasileiro, os seguidores de Augusto Comte instauraram de maneira pioneira o ensino formal de Sociologia no país e prescreveram medidas que supostamente aproximariam o Brasil de suas utopias. Foram os primeiros influentes a apontarem a necessidade da teoria fundamentar a ação política.
Partindo da assunção de que existiam "sociedades normais", a que a Europa os servia de paradigma, os positivistas apontaram inúmeras inadequações da sociedade brasileira com suas idealizações e lutaram para revertê-las, para que, assim, contribuíssem para a concretização de suas utopias religiosas de um mundo "normal", pacífico e harmonioso.
Fizeram pouco além da transplantação integral da sociologia comtiana, surgida em um contexto onde arrefeciam os movimentos revolucionários europeus, e, por conseguinte, de todos os seus vícios e eurocentrismos, acentuados pela não adaptação do positivismo a um contexto sócio-histórico diferente, mas ao darem um fundamento teórico para uma série de ações políticas, aceleraram, indiretamente, a identificação e o sanar de algumas necessidades sociais do momento.
Foram fundamentais para a supressão da hereditariedade monárquica, a descentralização e a secularização do Estado, a consolidação de instituições e mecanismos jurídicos que asseguravam a liberdade de expressão, e a abolição da escravatura. Não porque fizeram profunda análise dos problemas de sua sociedade utilizando o melhor de que dispunham, mas porque essas coisas eram necessárias para torná-la uma "sociedade normal".
Das figuras representativas desse esforço de teorização, destacam-se Francisco José Brandão, Aníbal Falcão e Teixeira Mendes.

### Sylvio Romero
Defensor de ideias por vezes paralelas e mesmo conflitantes, Sylvio Romero foi um dos primeiros a tentar relacionar as ideologias, os discursos e os partidos políticos do Brasil como um todo com o contexto histórico-social em que surgiram.
Também defendia ser necessário que a teoria fundamentasse a ação política, no entanto, nunca formulou um arranjo teórico-conceitual que o servisse de bússola, sendo extremamente fragmentária a disposição de suas ideias.
Romero apontou que, na sua época, de incipiente desenvolvimiento de uma burguesia industrial e de população majoritariamente rural, as teorizações acerca de um "partido proletário" pouco podiam acrescentar à compreensão do Brasil.
Ademais, ressaltava a importância de se levar em conta o maior número possível de fatos e fenômenos conhecidos nos esforços teóricos, tanto para buscar visões holísticas quanto para explicativas do passado e, em alguma medida, preditivas.
A sua defesa do parlamentarismo e crítica do presidencialismo são apontadas por Guerreiro como positivas à época, pois teriam ajudado a identificar a hiperconcentração do poder no presidente nas principais propostas constitucionais de então, como a de Ruy Barbosa.

## Institucionalização da área de Pensamento Social Brasileiro
Desde a década de 1980, a área de pensamento social brasileiro vem se consolidando no âmbito das ciências sociais praticadas no Brasil. É isso que indica a vitalidade nos Grupos ou Comitês de Pesquisa de associações científicas, como na Sociedade Brasileira de Sociologia - SBS – e na Associação Nacional de Pesquisa e Pós-graduação em Ciências Sociais - ANPOCS -, cujo GT “Pensamento social no Brasil”, criado em 1981, é o mais longínquo da associação. Importante ressaltar que nesse processo de consolidação da área de pensamento social houve não somente o crescimento quantitativo do número de pesquisas sobre a tradição intelectual brasileira, como também uma diversificação dos objetos a serem estudados, das metodologias empregadas e das teorias propostas. Como observam dois dos maiores especialistas da área:
“Hoje, as pesquisas desenvolvidas na área compreendem tanto os temas clássicos da formação da sociedade brasileira, em suas várias dimensões, como, por exemplo, modernização, modernidade e mudança social; construção e transformação do Estado-nação; cultura política e cidadania; quanto diferentes modalidades de produtores e de produção cultural em sentido amplo, literatura de ficção, artes plásticas, fotografia, cinema, teatro; e a própria ‘cultura’ como sistema de valores e formas de linguagem”.

## Os clássicos do Pensamento Social Brasileiro
Embora o Pensamento Social Brasileiro não se dedique somente ao estudo dos grandes intérpretes do Brasil, é inegável que ainda hoje sejam eles a conferir, em alguma medida, identidade disciplinar à área. Entende-se por interpretações clássicas do Brasil aquelas obras que visavam e visam fornecer uma visão global da formação da sociedade brasileira, incluindo suas dimensões culturais, sociais e econômicas. De modo geral, todas realizam exercício metodológico semelhante de voltar ao passado da sociedade brasileira para compreender melhor o presente. Costuma-se lembrar de Gilberto Freyre, Sérgio Buarque de Holanda e Caio Prado Jr. como os três maiores clássicos do pensamento social brasileiro. No entanto, existem diversos autores e autoras que, desde o Império, se dedicaram a pensar o Brasil. Entre eles, podemos citar Visconde de Uruguai, Tavares Bastos, Joaquim Nabuco, André Rebouças, Machado de Assis, Alberto Torres, Oliveira Vianna, Euclides da Cunha, Silvio Romero, Lima Barreto, Mário de Andrade, Oswald de Andrade, Jackson de Figueiredo, Alceu Amoroso Lima, Raimundo Faoro, Alberto Guerreiro Ramos, Antonio Candido, Florestan Fernandes, Celso Furtado, Luiz de Aguiar Costa Pinto, Abdias do Nascimento, Maria Isaura Pereira de Queiroz, Maria Sylvia de Carvalho Franco, Paula Beiguelman, Virgínia Bicudo, Gilda de Mello e Souza, entre outros e outras que nos legaram obras e interpretações fundamentais sobre o país.